# Menú contextual

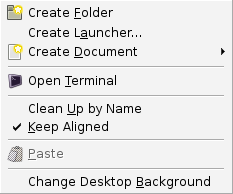
Un menú contextual d'escriptori sota GNOME, que pot ser personalitzat

Un menú contextual (també anomenat menú emergent o  popup emergent) és un menú dins d'una interfície gràfica d'usuari o GUI) que apareix en la interacció amb l'usuari, com per exemple quan aquest fa un clic dret del ratolí. Un menú de context ofereix una sèrie limitada d'opcions que estan disponibles en l'estat actual, o dins del context, del sistema operatiu o de l'aplicació. En general, les opcions disponibles són les accions relacionades amb l'objecte seleccionat a la interacció.
L'atribut "contextual" es refereix al fet que els elements del menú depenen del tipus d'objecte (o objectes) amb què desitgi interaccionar i del programa informàtic que gestiona l'objecte, en el sentit que la llista dependrà del context en què s'estigui treballant.

Tecla del menú contextual

En les diferents versions més populars de sistema operatiu, un menú contextual s'obre fent clic amb el botó dret del ratolí sobre un objecte, com un arxiu o una carpeta. En aquests sistemes operatius, és possible obrir el menú contextual, fins i tot quan s'utilitza el teclat prement la combinació de tecles Shift+F10 o bé prement una tecla especial anomenada "tecla de menú ","tecla de menú contextual" o "tecla aplicació". En el cas del Mac OS es pot obrir el menú contextual mitjançant la combinació d'un clic del botó esquerre del ratolí tot prement la tecla de control.